# 特攻勇士の像

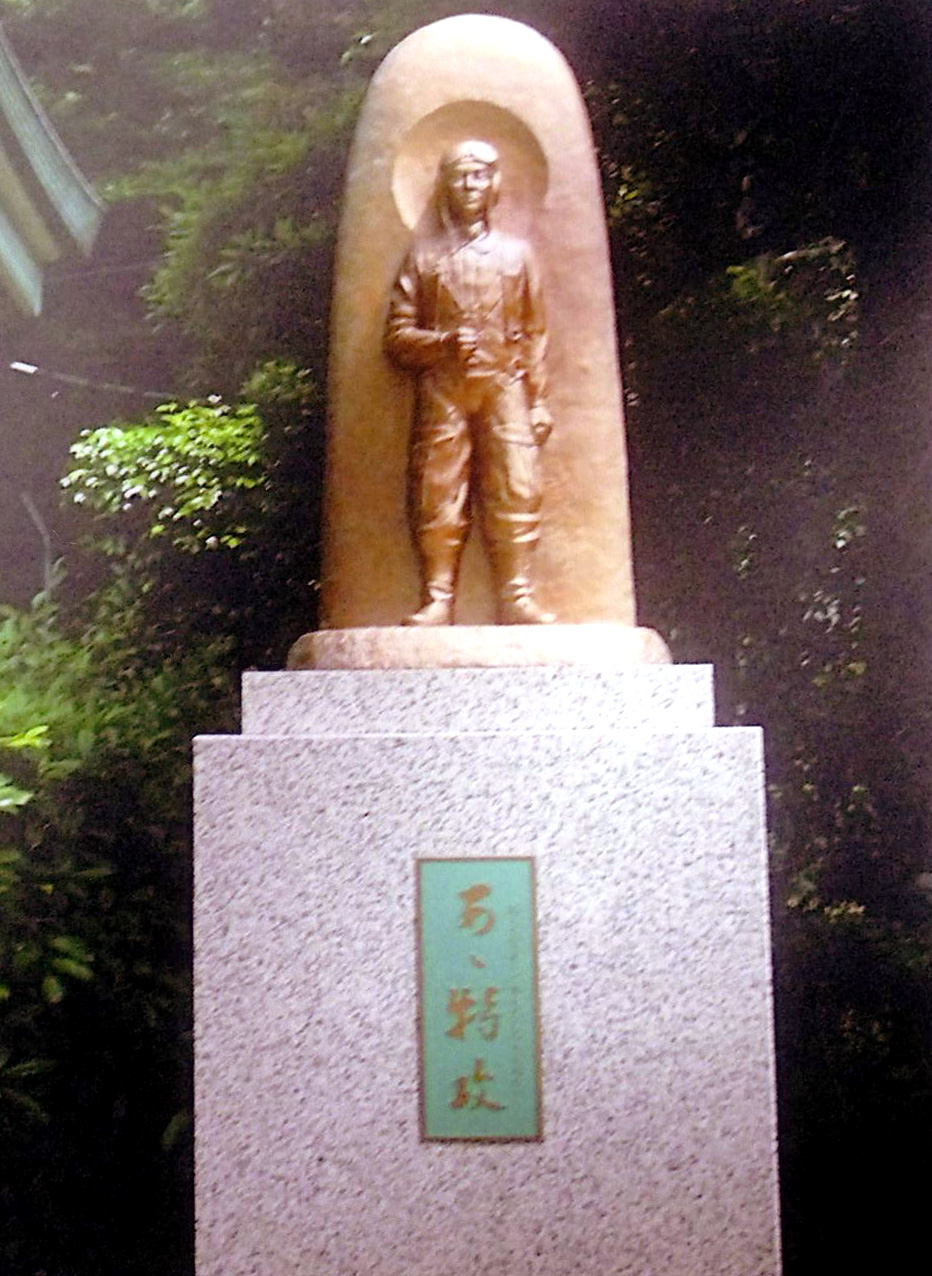
特攻勇士之像
（像の光背は零式艦上戦闘機の翼と日の丸をデザイン。服装等は海軍・陸軍両軍の特徴を取り入れてある）

特攻勇士の像（または特攻勇士之像。とっこうゆうしのぞう）は、大東亜戦争において大日本帝国海軍および大日本帝国陸軍が行った特別攻撃（特攻）によって戦死した若き特攻隊戦没者に対する慰霊と顕彰のために制作されたブロンズ像である。
公益財団法人特攻隊戦没者慰霊顕彰会（東京都千代田区飯田橋1-5-7 東専堂ビル2階）によって、日本各地の護国神社境内などに建立されている。

## 経緯
彫刻家の北村西望が、東京美術学校教授の時、海軍飛行予備学生を志願し大空に散華した教え子への哀悼と鎮魂の祈りを籠めて制作した「海軍飛行予備学生之像（雄風）」を、弟子の石黒光二が拡大制作し、特攻隊戦没者慰霊平和祈念協会（のちの特攻隊戦没者慰霊顕彰会）が1999年（平成11年）3月に靖国神社に奉納したのが始まりである。
2005年（平成17年）末、特攻隊戦没者慰霊平和祈念協会が、大阪芸術大学学生や教授等を中心とするボランティア団体「日本人の心を伝える会」（代表 故冨田和夫氏）が2年がかりで完成させたCD「あゝ特攻」の販売売上益をもって「特攻勇士の像」を制作し全国の護国神社に奉納するという企画に参画。
2006年（平成18年）の夏から、全国の護国神社に奉納する「特攻勇士之像」の製作に着手。グラフィックデザイナー塚本哲が陸海軍特攻隊員の多くの写真を元に全特攻隊員の象徴として立像のデザインを行ない、造形作家三原帯水及び坂充央によって像の原型が制作された。
2007年（平成19年）4月に鹿児島県護国神社に最初の像が建立され、以降靖国神社、全国護国神社会及び地元住民の協力を得て、全国52の護国神社に像を建立していくことになっている。
この法人は2011年（平成23年）1月に内閣府より移行認定を受け「公益財団法人特攻隊戦没者慰霊顕彰会」となった。その定款第4条に「特攻勇士の像及び特攻隊戦没者に関する慰霊碑の建立、奉納」として実施する公益目的事業の一つとして明示されており、法人事業の一環として像の建立が継続している。

## 建立状況
- 靖国神社 1999年3月
- 鹿児島県護国神社 2007年4月12日
- 福井県護国神社 2007年4月13日
- 世田谷山観音寺 2007年9月23日
- 宮城縣護國神社 2007年10月22日
- 愛知縣護國神社 2008年4月4日
- 能代八幡神社 2008年10月26日
- 群馬縣護國神社 2009年3月28日
- 大阪護國神社 2009年10月24日
- 栃木県護国神社 2010年8月15日
- 千葉縣護國神社 2011年5月26日
- 京都霊山護国神社 2012年4月28日

- 福岡縣護國神社 2012年12月8日
- 埼玉縣護國神社 2013年10月31日
- 大分縣護國神社 2014年9月28日
- 山口県護国神社 2015年4月29日
- 長野縣護國神社 2015年10月10日
- 沖縄県護国神社 2018年4月27日
- 茨城県護国神社 2018年10月14日
- 宮崎縣護國神社 2019年3月28日
- 三重県護国神社 2021年8月10日
- 長崎縣護國神社 2021年10月26日
- 高知縣護國神社 2023年4月30日